# Посольство Туркменистана на Украине
Посольство Туркменистана в Киеве — официальная дипломатическая миссия Туркменистана на Украине, расположена в Киеве на улице Пушкина. Дипломатические отношения между Туркменистаном и Украиной установлены 10 октября 1992 года.
С января 2020 чрезвычайный и полномочный посол Туркменистана на Украине — Тойли Атаев.

## История посольства
Туркменистан одним из первых признал независимость и суверенитет Украины — 20 декабря 1991 года. 10 октября 1992 в Ашхабаде был подписан Протокол об установлении дипломатических отношений между Украиной и Туркменистаном, который вступил в силу со дня подписания. Этот день и является началом дипломатических отношений между государствами. В 1995 году в Киеве и Ашхабаде начали работу посольства Украины и Туркменистана.

## Послы
1. Аловов, Недирмамед (1995—1999)
2. Байрамов, Амангельды Овезович (1999—2005)
3. Непесов, Арслан Сакоевич (2007—2008)
4. Мурадов, Сердар Сахатович (2008—2010)
5. Аманмурадов, Нурберды Аманмурадович (2010-2018)
6. Какаджан Сапаралиев (2018—2020)
7. Атаев, Тойли (2020— н.в.)